# Tiere auf der Bühne

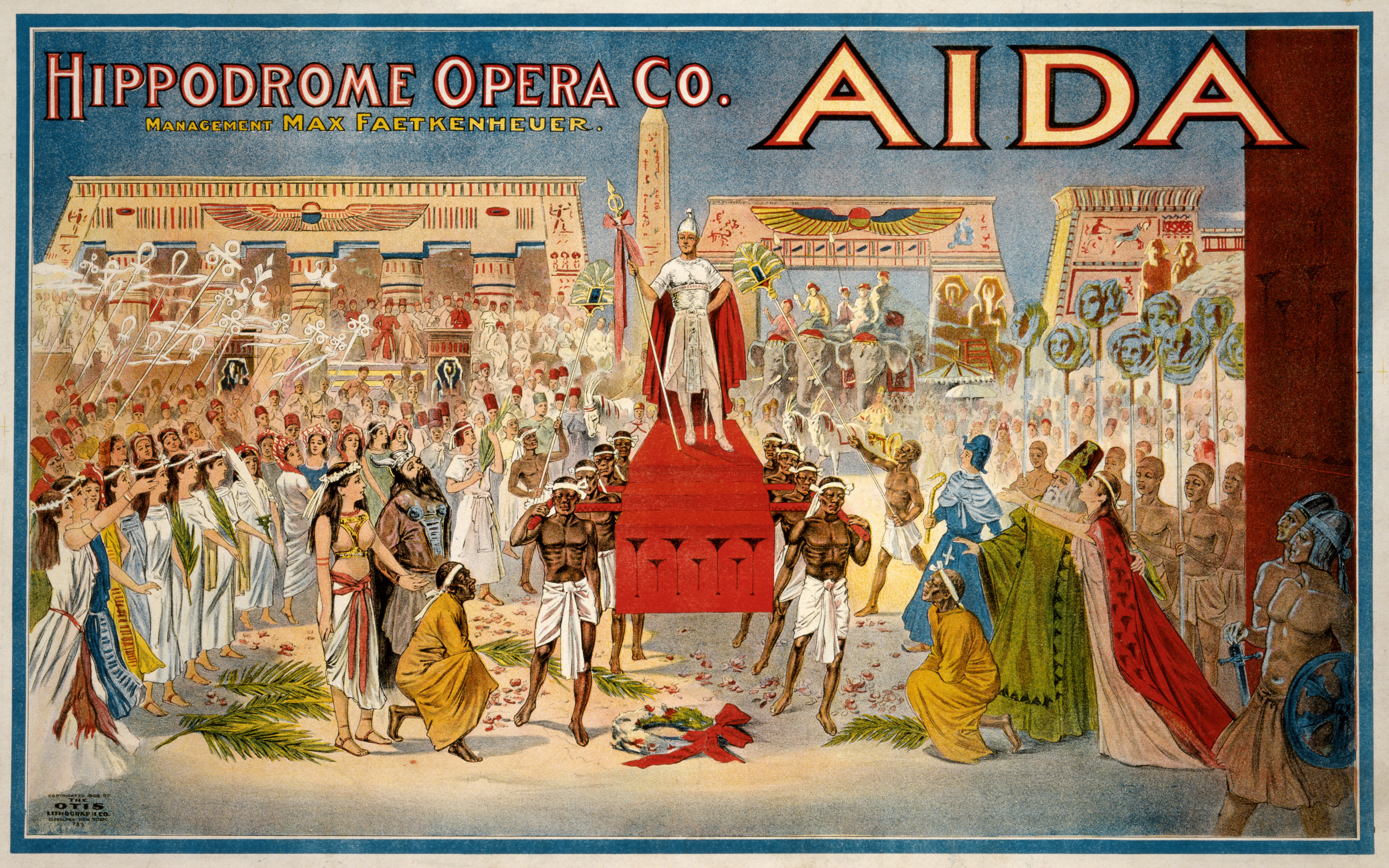
Aufführung der Oper Aida 1908 mit Elefanten auf der Bühne

Tiere auf der Bühne sind eine Attraktion hauptsächlich des populären Theaters mit einem Höhepunkt im 19. Jahrhundert.

## 18. und frühes 19. Jahrhundert
Im 18. und frühen 19. Jahrhundert gab es keine strikte Trennung zwischen Zirkus und Theater. Auch Aufführungen der Dramen Friedrich Schillers wurden mit Vorliebe mit Pferden ausgestattet, so vor allem Die Räuber (1782) und Wilhelm Tell (1804). Damit wurde nicht zuletzt eine Überwindung der strengen Theaterregeln der Französischen Klassik gefeiert, nach denen nichts Kreatürliches auf der Bühne stattfinden sollte. Das Pariser Jahrmarktstheater wurde der europäischen Theatermetropole zum Vorbild. In den Londoner und Pariser Theatergebäuden von Philip Astley wurden etwa nachgestellte Schlachten mit Pferden gezeigt, das sogenannte Pferdetheater. Erst das Napoleonische Theaterdekret 1807 schrieb eine Trennung zwischen Zirkus- und Theatervorstellungen vor.
Im kleinbürgerlichen und proletarischen Theater (Melodram) seit etwa 1800 waren Tiere auf der Bühne sehr verbreitet. Am häufigsten waren die Pferde. Die Spektakelstücke zum Beispiel im Theater an der Wien wurden mit Hilfe von Dragonern oder auch Kavalleristen ausgeführt, die entsprechende Erfahrung hatten. Auch in der Oper gehörten Pferde zu repräsentativen Aufführungen. Die meisten Pferde auf der Bühne der weltweit führenden Pariser Oper waren in Le triomphe de Trajan (1807) zur Verherrlichung Napoleon Bonapartes zu sehen. Die Choreografie übernahm Pierre Gardel. Bei der Pariser Premiere von Gaspare Spontinis Fernand Cortez (1809) befanden sich immerhin 12 Pferde auf der Bühne, bei seiner Oper Olimpie (1819) auch zwei Elefanten.
Eine Verwandtschaft von Wanderbühne und Wandermenagerie im frühen 19. Jahrhundert schildert der Schriftsteller und Theatermann Karl von Holtei in seinem Roman Die Vagabunden (1852). Neben den gruppenweise oder als Statisten in den Tableaux vivants agierenden Tieren gab es auch solche in tragenden Rollen: Ein europaweit berühmtes Stück mit einem Hund in einer Hauptrolle war das Melodram Der Hund des Aubry (1814). Die Titelfigur des im Théâtre de la Porte Saint-Martin uraufgeführten Stücks La pie voleuse (1815) von Louis-Charles Caigniez war eine sprechende Elster, die silberne Löffel stiehlt. Die Oper Dinorah (1859) von Giacomo Meyerbeer konnte nicht ohne eine dressierte Ziege aufgeführt werden.

## Konkurrenz zwischen Theater und Zirkus
Seit der verschärften Konkurrenz zwischen Theater und Zirkus um etwa 1850 verschwanden die Tiere mehr und mehr von den Theaterbühnen. Die Zirkusse hingegen (wie etwa Circus Renz) führten große sogenannte Pantomimen auf, in denen sie ihren gesamten Tierbestand auftreten ließen. Auch mit den vergrößerten Wandermenagerien konnten die Theater nicht mithalten.
Nach wie vor gab es aber Theaterstücke, die zumindest teilweise im Zirkusmilieu spielten, Kunstreiterinnen auftreten ließen und dies für eine Tierschau auf der Bühne nutzten wie die Posse Robert und Bertram (1856) von Gustav Raeder. Diese Tradition lässt sich ungefähr bis zum Zweiten Weltkrieg weiterverfolgen. In dem Musical Jumbo (1935) von Richard Rodgers tritt unter anderem ein Elefant auf. Die Zirkuspolka (1942) von Igor Strawinsky wurde von einer ganzen Reihe von Elefanten szenisch uraufgeführt.

## Verringerung der Tierauftritte im „Kulturtheater“
Im Kulturtheater bildete sich demgegenüber die Ansicht, dass Kinder und Tiere auf der Bühne nichts zu suchen hätten  (eine Regel, die allerdings auch von namhaften Regisseuren immer wieder durchbrochen wird). Ein Tier, von dem unverstelltes Verhalten erwartet wird, zieht stets die größere Aufmerksamkeit auf sich als menschliche Schauspielkunst, was selbst in der Kleinkunst bis heute bestätigt wird. Einer verbreiteten Legende zufolge soll 1816 der ungeplante Auftritt einer Katze den Erfolg der Uraufführung von Rossinis Il barbiere di Siviglia verhindert haben. In Basel etwa wird 1885 die Einbuße des Stadttheaters aufgrund des Gastspiels des Zirkus Wulff beklagt und diskutiert, wie die „Schädigung des vom Staate subventionirten Kunst-Instituts“ zu vermeiden sei. So verstärkt sich seit dem Ende des 19. Jahrhunderts eine Entkoppelung von Zirkus- und Varieté-Vorstellungen einerseits und dem literarischen Drama andererseits. Vor allem in der Oper sind Pferde oder auch Kamele (Aida im Sydney Harbour 2015) bei Freilichtveranstaltungen nach wie vor zu sehen. Die Tiere als Hauptfiguren von Dramen haben sich seit der Mitte des 20. Jahrhunderts auf Film und Fernsehserien verlagert.
Heute ist der Auftritt von Tieren nur gestattet, wenn eine mit ihnen vertraute Aufsichtsperson anwesend ist und sie in passenden Räumlichkeiten oder Behältnissen untergebracht werden können (in Deutschland: Unfallverhütungsvorschrift Veranstaltungs- und Produktionsstätten für szenische Darstellung (GUV-V C 1), § 31). Im Wiener Burgtheater gehören die Betreuungspersonen von Tieren zu den Komparsen.